# Пар (Вологодская область)
Пар — деревня в Тарногском районе Вологодской области.
Входит в состав Маркушевского сельского поселения, с точки зрения административно-территориального деления — в Маркушевский сельсовет.
Расстояние по автодороге до районного центра Тарногского Городка — 21 км, до центра муниципального образования Заречья — 5 км. Ближайшие населённые пункты — Кузнецовская, Криуля, Милогорская.
По переписи 2002 года население — 7 человек.